# 维罗妮卡·玛雅
维罗妮卡·玛雅（英語：Veronica Maya，1977年7月14日—）是那不勒斯的一位演員和模特兒。她從2000年代初開始在一些喜劇當中露臉，後來她成為意大利電視台Rai 2的節目主持人。